# أشا جيجي
أشا جيجي هي عداءة مراثونية إثيوبية، ولدت في 15 أكتوبر 1973 في Arsi Province ‏ في إثيوبيا.

## وصلات خارجية
- أشا جيجي على موقع الاتحاد الدولي لألعاب القوى (الإنجليزية)
- أشا جيجي على موقع اللجنة الأولمبية الدولية (الإنجليزية)
- أشا جيجي على موقع أوليمبيديا (الإنجليزية)